# پارک سیتی (کانزاس)
پارک سیتی (به انگلیسی: Park City) شهری در ایالت کانزاس کشور ایالات متحده آمریکا است که جمعیت آن در سرشماری سال ۲۰۱۰ میلادی، ۷٬۲۹۷ نفر بوده‌است.